# Forcipomyia cilipes
Forcipomyia cilipes är en tvåvingeart som först beskrevs av Daniel William Coquillett 1900.  Forcipomyia cilipes ingår i släktet Forcipomyia och familjen svidknott. Inga underarter finns listade i Catalogue of Life.